# Dendrobium fractiflexum
Dendrobium fractiflexum är en orkidéart som beskrevs av Achille Eugène Finet. Dendrobium fractiflexum ingår i släktet Dendrobium, och familjen orkidéer. Inga underarter finns listade i Catalogue of Life.